# Google Authenticator
Chronologie des versions
4.0.1
Google Authenticator est un logiciel de génération de mots de passe à usage unique permettant l’authentification à deux facteurs, développé par Google. Le logiciel fournit un nombre de 6 chiffres que l'utilisateur doit donner lors de son authentification, en plus de son pseudo et de son mot de passe. Développé à l'origine pour les services Google (comme Gmail), le logiciel permet de s'authentifier sur des services tiers tels que LastPass, Discord ou Dropbox.

## Implémentation
Google fournit l'application mobile pour les systèmes Android, BlackBerry, iOS et des portages compatibles ont été réalisés pour Pebble, entre autres.
Des versions passées du logiciels étaient open source, mais les versions actuelles sont sous une licence propriétaire.

## Description technique
Il s'agit de créer un code éphémère, calculé depuis une clef numérique propre à l'utilisateur. Lors d'une première utilisation Google génère une clef numérique secrète de 80 bits unique pour chaque utilisateur. Cette clef est transmise sous forme d'une chaîne de 16 caractères en base 32 ou par l'intermédiaire d'un code QR. L'application mobile calculera à chaque connexion une signature numérique HMAC-SHA1 basée sur cette clef fixe, en codant le nombre de périodes de 30 secondes écoulées depuis l'« epoch » Unix. Une partie de cette signature est prélevée et convertie en un nombre à 6 chiffres affiché par l'application et que l'utilisateur doit recopier sur le site web, en plus de son mot de passe.

## Technologie
Google Authenticator implémente l'algorithme de mot de passe à usage unique définie dans l'IETF RFC 6238, et l’algorithme de génération de mot de passe unique basé sur HMAC défini dans l'IETF RFC 4226.

### Pseudocode de l'algorithmeRFC6238[5]
La RFC 6238 est peu précise sur la taille du message passé à HMAC-SHA1. Il est écrit simplement que des tailles supérieures à 32 bits doivent être supportées. La taille de 64 bits est donc issue des implémentations usuelles que l'on trouve. De même pour le caractère Big Endian des nombres utilisés.
```
  
function
 
GoogleAuthenticatorCode
(
string
 
secret
)

      
key
 
:=
 
base32decode
(
secret
)

      
message
 
:=
 
floor
(
current
 
Unix
 
time
 
/
 
30
)

      
// message is seen by HMAC-SHA1 as a BigEndian 64bits number (8 chars)

      
hash
 
:=
 
HMAC
-
SHA1
(
key
,
 
message
)

      
offset
 
:=
 
last
 
nibble
 
of
 
hash

      
truncatedHash
 
:=
 
hash
[
offset
..
offset
+
3
]
  
//4 bytes starting at the offset

      
Set
 
the
 
first
 
bit
 
of
 
truncatedHash
 
to
 
zero
  
//remove the most significant bit

      
// truncatedHash is seen as a BigEndian 32bits number (4 chars)

      
code
 
:=
 
truncatedHash
 
mod
 
1000000

      
pad
 
code
 
with
 
0
 
until
 
length
 
of
 
code
 
is
 
6

      
return
 
code

```